# Ten Sleep
Ten Sleep é uma cidade  localizada no estado norte-americano de Wyoming, no Condado de Washakie.

## Demografia
Segundo o censo norte-americano de 2000, a sua população era de 304 habitantes. Em 2006, foi estimada uma população de 311, um aumento de 7 (2.3%).

## Geografia
De acordo com o United States Census Bureau tem uma área de
0,4 km², dos quais 0,4 km² cobertos por terra e 0,0 km² cobertos por água. Ten Sleep localiza-se a aproximadamente 1349 m acima do nível do mar.

## Localidades na vizinhança
O diagrama seguinte representa as localidades num raio de 68 km ao redor de Ten Sleep.